# Усме, Каталина
Мария Каталина Усме Пинеда (исп. María Catalina Usme Pineda; 25 декабря 1989, Маринилья, Колумбия) — колумбийская футболистка, нападающий колумбийского клуба «Америка» и сборной Колумбии.

## Карьера в сборной
В составе сборной Колумбии Усме принимала участие на чемпионатах мира 2011 года и 2015 года, а также на Олимпийских играх 2012 года и 2016 года.